# پون-روژ، کبک

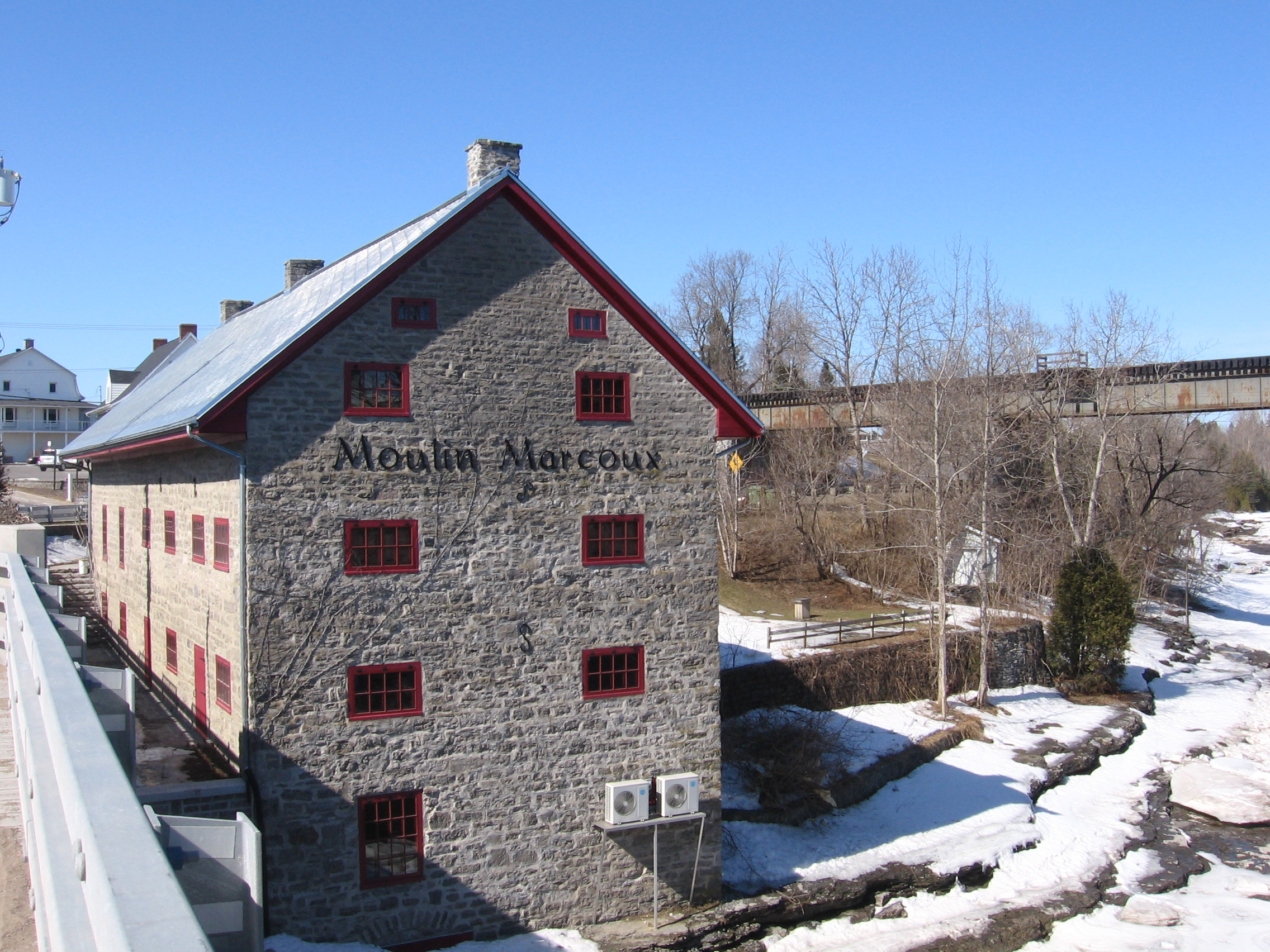
Moulin Marcoux

پون-روژ (به فرانسوی: Pont-Rouge) شهرکی در منطقه شهری پورتنوف ناحیه کاپیتل-ناسیونال در استان کبک کانادا است. در سرشماری سال ۲۰۱۱ این شهرک ۷٬۷۱۲ نفر جمعیت داشته‌است و مساحت آن ۱۲۱٫۰۲ کیلومتر مربع است.